# Абдула махала
Абдула махала (на гръцки: Αμπντουλά Μαχαλά), е бивше село в Егейска Македония, днес на територията на дем Висалтия, област Централна Македония, Република Гърция.

## География
Селото е било разположено на десния бряг на Струма.

## История
През XIX век и началото на XX век Абдула махала е село, числящо се към Сярската каза, Нигритска нахия на Османската империя.
В 1891 година Георги Стрезов пише за селото:
| „ | Абдула махала, разположено на десния бряг на Струма, 4 1/2 часа на ЮЗ от Сяр, чифлик на солунския Изет бей. Път твърде мъчен. 20 къщи цигански жители и 10 български. | “ |

Според Васил Кънчов („Македония. Етнография и статистика“) в началото на XX век Байрактаръ има 120 жители българи и 60 цигани.